# Férfi 1500 méteres gyorsúszás a 2009-es úszó-világbajnokságon
A férfi 1500 méteres gyorsúszás versenyt a 2009-es úszó-világbajnokságon augusztus 1-jén és 2-án rendezték meg. Előbb a selejtezőt, másnap a döntőt.

## Rekordok
|                               | Név           | Nemzetiség | Idő      | Helyszín | Dátum            |
| ----------------------------- | ------------- | ---------- | -------- | -------- | ---------------- |
| Világcsúcs Világbajnoki csúcs | Grant Hackett | Ausztrália | 14:34.56 | Fukuoka  | 2001. július 29. |

## Érmesek
| Arany                       | Ezüst                  | Bronz            |
| Tunézia · Uszáma el-Mellúli | Kanada · Ryan Cochrane | Kína · Szun Jang |

## Eredmény

### Selejtező
| Helyezés | Úszók                      | Nemzetiség | Idő      | Selejtező | Pálya | Megj. |
| -------- | -------------------------- | ---------- | -------- | --------- | ----- | ----- |
| 1        | Szun Jang                  | CHN        | 14:54.54 | 5         | 3     |       |
| 2        | Uszáma el-Mellúli          | TUN        | 14:54.56 | 5         | 4     |       |
| 3        | Ryan Cochrane              | CAN        | 14:56.56 | 4         | 4     |       |
| 4        | Marco Rivera               | ESP        | 14:57.47 | 4         | 7     | NR    |
| 5        | Csang Lin                  | CHN        | 14:58.46 | 4         | 5     |       |
| 6        | Federico Colbertaldo       | ITA        | 14:58.98 | 3         | 5     |       |
| 7        | David Davies               | GBR        | 15:00.52 | 5         | 5     |       |
| 8        | Samuel Pizzetti            | ITA        | 15:00.70 | 4         | 6     |       |
| 9        | Pak Thehvan                | KOR        | 15:00.87 | 4         | 3     |       |
| 10       | Mads Glæsner               | DEN        | 15:01.80 | 5         | 6     |       |
| 11       | Ryan Napoleon              | AUS        | 15:09.55 | 3         | 6     |       |
| 12       | Jackson Wilcox             | USA        | 15:09.66 | 5         | 1     |       |
| 13       | Tom Vangeneugden           | BEL        | 15:12.95 | 3         | 7     |       |
| 14       | Robert Hurley              | AUS        | 15:14.75 | 3         | 2     |       |
| 15       | Brennan Morris             | USA        | 15:16.37 | 3         | 1     |       |
| 16       | Nicolas Rostoucher         | FRA        | 15:16.49 | 3         | 3     |       |
| 17       | Pál Joensen                | FRO        | 15:21.37 | 5         | 2     |       |
| 18       | Ryoji Sononaka             | JPN        | 15:24.13 | 4         | 2     |       |
| 19       | Ihor Sznitko               | UKR        | 15:26.97 | 4         | 8     |       |
| 20       | Esteban Paz                | ARG        | 15:31.45 | 4         | 0     | NR    |
| 21       | David Brandl               | AUT        | 15:31.46 | 5         | 8     |       |
| 22       | Richard Charlesworth       | GBR        | 15:36.64 | 5         | 7     |       |
| 23       | Ricardo Monasterio         | VEN        | 15:37.48 | 3         | 9     |       |
| 24       | Alejandro Gómez            | VEN        | 15:38.93 | 2         | 4     |       |
| 25       | Olekszandr Lutcsenko       | UKR        | 15:39.57 | 3         | 8     |       |
| 26       | Pi Seungyeop               | KOR        | 15:47.94 | 5         | 9     |       |
| 27       | Luis Escobar               | MEX        | 15:52.60 | 5         | 0     |       |
| 28       | Daniel Delgadillo          | MEX        | 15:56.42 | 3         | 0     |       |
| 29       | Florian Janistyn           | AUT        | 15:57.96 | 4         | 1     |       |
| 30       | Mateo De Angulo Velasco    | COL        | 16:03.31 | 2         | 6     |       |
| 31       | Esteban Enderica           | ECU        | 16:07.59 | 2         | 7     |       |
| 32       | Mandar Divase              | IND        | 16:12.28 | 1         | 0     |       |
| 33       | Pan Kai-Wen                | TPE        | 16:18.38 | 4         | 9     |       |
| 34       | Chien Jui-Ting             | TPE        | 16:22.09 | 2         | 3     |       |
| 35       | Hajder Ensar               | BIH        | 16:32.01 | 1         | 1     |       |
| 36       | Ivan Alejandro Enderica    | ECU        | 16:32.83 | 2         | 0     |       |
| 37       | Roberto Penailillo Garcia  | CHI        | 16:38.70 | 2         | 1     |       |
| 38       | Luis Andres Martorell Name | HON        | 16:50.12 | 1         | 6     |       |
| 39       | Vitalij Hugyakov           | KGZ        | 16:50.18 | 1         | 4     |       |
| 40       | Alekszandr Slepcsenko      | KGZ        | 16:52.35 | 2         | 9     |       |
| 41       | Allan Gutierrez Castro     | HON        | 16:52.71 | 1         | 5     |       |
| 42       | Heimanu Sichan             | PYF        | 17:08.44 | 1         | 2     | NR    |
| 43       | Paul Elaisa                | FIJ        | 17:58.23 | 1         | 7     |       |
| –        | Omar Nunez                 | NCA        | DNS      | 1         | 3     |       |
| –        | Naser Aldaya               | PLE        | DNS      | 1         | 8     |       |
| –        | Ignacio Quevedo Bubba      | BOL        | DNS      | 1         | 9     |       |
| –        | Mohamed Farhoud            | EGY        | DNS      | 2         | 2     |       |
| –        | Jan Karel Petric           | SLO        | DNS      | 2         | 5     |       |
| –        | Jurij Prilukov             | RUS        | DNS      | 3         | 4     |       |

### Döntő
| Helyezés  | Úszók                | Nemzetiség | Pálya | Idő      | Megj. |
| --------- | -------------------- | ---------- | ----- | -------- | ----- |
| Aranyérem | Uszáma el-Mellúli    | TUN        | 5     | 14:37.28 | AF    |
| Ezüstérem | Ryan Cochrane        | CAN        | 3     | 14:41.38 |       |
| Bronzérem | Szun Jang            | CHN        | 4     | 14:46.84 |       |
| 4         | Federico Colbertaldo | ITA        | 7     | 14:48.28 | NR    |
| 5         | Csang Lin            | CHN        | 2     | 14:54.23 |       |
| 6         | David Davies         | GBR        | 1     | 14:57.03 |       |
| 7         | Marco Rivera         | ESP        | 6     | 15:01.92 |       |
| 8         | Samuel Pizzetti      | ITA        | 8     | 15:19.38 |       |